# Mohammed Tchité
Mohammed Tchité, surnommé Mémé Tchité, est un footballeur né le 31 janvier 1984 à Bujumbura (Burundi) d'un père rwandais et d'une mère congolaise. Ayant été naturalisé belge en 2008, il possède les quatre nationalités suivantes : burundaise, congolaise, rwandaise et belge. Il évolue au poste d'attaquant au Racing Club Star Verviers.

## Biographie
Tchité commence sa carrière dans son pays natal, le Burundi, pour le club du Dragon Super Rangers FC, qui est connu aujourd'hui sous le nom d'AS Rangers FC. Il évolue ensuite une saison pour le Prince Louis FC de 2001 à 2002. Il passe ensuite une saison au Victory Sport Mukura au Rwanda avant de s'envoler pour la Belgique et rejoindre les rangs du Standard de Liège, où il officie à partir de 2003 où il porte le numéro 25. Au terme de la saison 2005-2006, il joue 70 matches avec le Standard de Liège, lors desquels il inscrit 25 buts. Il termine, avec 16 buts au compteur, deuxième du classement des buteurs derrière Tosin Dosunmu.
Le 13 juillet 2006, il signe au club rival de toujours, le Royal Sporting Club Anderlecht, ce qui est très mal vu par les supporters du Standard de Liège. Tchité porte désormais le numéro 7 dans son nouveau club, pour lequel il signe un contrat portant jusqu'en 2010. Il finit deuxième du classement du Soulier D'Or 2006 derrière son coéquipier Mbark Boussoufa. Le 30 avril 2007 il gagne le soulier d'ébène, récompensant le meilleur joueur d'origine africaine. Il sera sacré champion de Belgique avec Anderlecht en 2007 et remportera également deux Super Coupe avec les mauves.
Il reçoit également le prix du plus beau but en 2006. Mais l'élimination précoce d'Anderlecht en Ligue des Champions incite les dirigeants du RSCA à le transférer, en août 2007, au club espagnol du Racing Santander pour la somme de 7 000 000 £.
Le joueur fait une demande pour obtenir la nationalité belge qu'il obtient le 6 mars 2008. Il souhaite en effet jouer pour les Diables Rouges. Il est naturalisé belge le 9 mai 2008. Le 28 août 2008, le sélectionneur belge René Vandereycken le présélectionne pour un match de qualification à la Coupe du monde. Mais son aventure au sein de l'équipe nationale belge est de courte durée. La FIFA annonce que Mémé Tchité a auparavant joué pour l'équipe des moins de 20 ans du Burundi et ne peut dès lors pas être international sous les couleurs belges. Bien que citoyen de quatre pays différents, Mémé Tchité n'a donc jamais évolué au sein d'une équipe nationale "senior".
Par son talent, Mémé Tchité réussit à s'imposer petit à petit au sein de l'équipe espagnole du Racing Santander où il restera trois saisons.
Le 31 août 2010, il signe un contrat de trois ans plus une en option au Standard de Liège. Il est surnommé Moïse ou le sauveur car il a marqué des buts importants pour le club. Il persiste à vouloir jouer pour la Belgique et s'estime en droit de le faire.
Pour la saison 2011-2012, l'attaquant commence difficilement le championnat mais dès le mois de novembre, il empile les buts en championnat et en Ligue Europa, permettant au Standard de revenir dans le classement et la qualification pour les 16èmes de finale de la Ligue Europa.
Durant le mois de juin 2012, le joueur manifeste son envie de changer d'air. Dans un premier temps, c'est le club emirati du Al Ain Club qui se renseigne sur le joueur. Mais dans un second temps, c'est le FC Bruges qui entre dans la danse. Malgré une offre financière plus intéressante de Al Ain, Tchité est séduit par le discours de Georges Leekens, la promesse d'une place de titulaire et par la perspective de jouer avec des joueurs tels que Ryan Donk ou Vadis Odjidja Ofoe. En restant dans le championnat belge, Tchité optimise ses chances de devenir diable rouge. Dans la transaction, le Club de Bruges profite d'une clause dans le contrat qui relie l'attaquant au Standard de Liège. Avec ce transfert estimé à 1 200 000 € , Mémé Tchité devient le premier joueur à porter le maillot des trois grands rivaux du football belge: RSC Anderlecht, Standard de Liège et FC Bruges. Cependant, moins de six mois après son arrivée au club, Georges Leekens est remercié et Mémé ne semble pas entrer dans les plans du nouvel entraîneur Juan Carlos Garrido, devant se contenter, dans un premier temps, de courtes apparitions en fin de match puis progressivement ne plus figurer sur la feuille de match. À l'aube de la nouvelle saison 2013/2014, les chances sont donc infimes de le voir à nouveau porter le maillot brugeois.
Après le remerciement de Juan Carlos Garrido, Tchité est réintégré dans le noyau A du Club de Bruges sous les ordres de Michel Preud'homme. Il n'a cependant pas joué une seule minute depuis la fin de saison 2013.
Le 25 février 2015, il signe un contrat de cinq mois en faveur du club roumain de Petrolul Ploiesti.
En novembre 2015, il est engagé par le club belge de Saint-Trond VV. Il marque son premier but sous ses nouvelles couleurs dès son premier match, face au KV Ostende.
En août 2017 il effectue un essai, non concluant, au Stade lavallois.

## Clubs

### Statistiques
Dernière mise à jour le 29 octobre 2012
| Club                          | Saison    | Championnat national | Championnat national | Coupe nationale | Coupe nationale | Coupes européennes | Coupes européennes | Total  | Total |
| Club                          | Saison    | Matchs               | Buts                 | Matchs          | Buts            | Matchs C1+C3       | Buts               | Matchs | Buts  |
| ----------------------------- | --------- | -------------------- | -------------------- | --------------- | --------------- | ------------------ | ------------------ | ------ | ----- |
| Standard de Liège ( Belgique) | 2002-2003 | 1                    | 0                    | 0               | 0               | 0                  | 0                  | 1      | 0     |
| Standard de Liège ( Belgique) | 2003-2004 | 2                    | 0                    | 0               | 0               | 0                  | 0                  | 2      | 0     |
| Standard de Liège ( Belgique) | 2004-2005 | 22                   | 5                    | 0               | 0               | 6                  | 0                  | 28     | 5     |
| Standard de Liège ( Belgique) | 2005-2006 | 33                   | 16                   | 0               | 0               | 0                  | 0                  | 33     | 16    |
| Total Standard                |           | 58                   | 21                   | 0               | 0               | 6                  | 0                  | 64     | 21    |
| RSC Anderlecht ( Belgique)    | 2006-2007 | 29                   | 20                   | 0               | 0               | 6                  | 0                  | 35     | 20    |
| RSC Anderlecht ( Belgique)    | 2007-2008 | 4                    | 1                    | 1               | 0               | 2                  | 0                  | 7      | 1     |
| Total Anderlecht              |           | 33                   | 21                   | 1               | 0               | 8                  | 0                  | 42     | 21    |
| Racing Santander ( Espagne)   | 2007-2008 | 32                   | 7                    | 6               | 3               | 0                  | 0                  | 38     | 10    |
| Racing Santander ( Espagne)   | 2008-2009 | 25                   | 7                    | 1               | 0               | 5                  | 1                  | 31     | 8     |
| Racing Santander ( Espagne)   | 2009-2010 | 29                   | 11                   | 5               | 3               | 0                  | 0                  | 34     | 14    |
| Racing Santander ( Espagne)   | 2010-2011 | 1                    | 0                    | 0               | 0               | 0                  | 0                  | 1      | 0     |
| Total Santander               |           | 87                   | 25                   | 12              | 6               | 5                  | 1                  | 104    | 32    |
| Standard de Liège ( Belgique) | 2010-2011 | 27                   | 12                   | 6               | 5               | 0                  | 0                  | 33     | 17    |
| Standard de Liège ( Belgique) | 2011-2012 | 25                   | 11                   | 2*              | 3               | 11                 | 4                  | 38     | 18    |
| Total Standard                |           | 52                   | 23                   | 8               | 8               | 11                 | 4                  | 71     | 35    |
| Club Bruges KV ( Belgique)    | 2012-2013 | 21                   | 5                    | 1               | 0               | 2+5                | 1                  | 29     | 6     |
| Total carrière                |           | 237                  | 92                   | 21              | 14              | 35                 | 6                  | 293    | 112   |

## Palmarès
- 2001 : Champion du Burundi avec le Prince Louis FC
- 2006 : Vainqueur de la Supercoupe de Belgique avec le RSC Anderlecht
- 2007 : Champion de Belgique avec le RSC Anderlecht
- 2007 : Vainqueur de la Supercoupe de Belgique avec le RSC Anderlecht
- 2011 : Vice-champion de Belgique avec le Standard de Liège
- 2011 : Vainqueur de la Coupe de Belgique avec le Standard de Liège.

## Distinctions personnelles
- Jeune Footballeur de l'année 2001 avec le Prince Louis FC.
- Soulier d’Ébène 2007 avec le RSC Anderlecht.
- Footballeur Pro de l'année 2007 avec le RSC Anderlecht.